# Dezső Keresztury

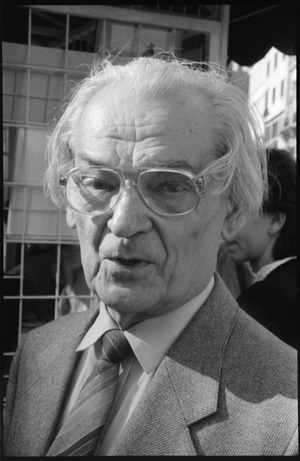
Dezső Keresztury (1988)

Dezső Keresztury (geboren 6. September 1904 in Zalaegerszeg, Österreich-Ungarn; gestorben 30. April 1996 in Budapest) war ein ungarischer Schriftsteller und Bibliothekar.

## Leben
Dezső Keresztury besuchte das József Eötvös Collegium und studierte Philologie in Budapest, Berlin und Wien. Er arbeitete ab 1929 als Lektor und Bibliothekar am Ungarischen Institut in Berlin. 1936 erhielt er eine Lehrerstelle am József Eötvös Collegium. Nach Kriegsende 1945 wurde er Direktor des Collegiums und beteiligte sich an der Gründung der Ungarischen Schriftstellervereinigung (Magyar Írószövetség). Keresztury wurde Mitglied der Nemzeti Parasztpárt (Bauernpartei) und war vom 15. November  1945 bis zum 14. März 1947 Minister für Religion und Erziehung.
Keresztury war 1948 bis 1950 Generalbibliothekar der Ungarischen Akademie der Wissenschaften und danach bis zu seiner Pensionierung im Jahr 1971 Leiter der wissenschaftlichen Abteilung der Széchényi-Nationalbibliothek. 1982 wurde er als Mitglied in die Ungarische Akademie der Wissenschaften aufgenommen. 1994 wurde er Ehrenvorsitzender des ungarischen P.E.N.-Clubs.
Keresztury wurde unter anderem 1973 in Österreich mit dem Grillparzer-Ring und 1976 in der Bundesrepublik mit dem Herder-Preis ausgezeichnet. In Ungarn erhielt er unter anderem 1968 den Attila-József-Preis  und 1996 den Széchenyi-Preis.

## Werke (Auswahl)
- Arany János. Essay. 1937
- Ungarn. Ein Novellenbuch. Korn, Breslau, 1937
- Alt Budapest in Text und Bild. Budapest: Officina, 1942
- Helyünk a világban. Prosa. 1946
- A magyar irodalom képeskönyve. 1956
- A német elbeszélés mesterei. 1957 deutsche Meisternovellen
- A német líra kincsesháza. 1959 deutsche Lyrik
- A magyar zenetörténet képeskönyve. 1960 ungarische Musikgeschichte
- Német költők antológiája. Anthologie deutscher Poetik. 1963
- Keresztury Dezső versei. Lyrik. 1930–1965. 1965
- Festbeleuchtung auf dem Holzmarkt und andere ungarische Erzählungen. Stuttgart: Goverts, 1968
- Így élt Arany János. 1974
- A magyar opera- és balettszcenika. 1975
- Válogatott versek. 1979
- Válogatott műfordítások. 1997
- Eva-Marie Kallen (Hrsg.): Menschen, Werke, Verbindungen. Literatur- und kulturgeschichtliche Studien. Pécs: Jelenkor, 1999